# Karel Treybal
Karel Treybal (Kotopeky, 2 febbraio 1885 – Praga, 2 ottobre 1941) è stato uno scacchista cecoslovacco.

## Biografia
Laureato in legge, diventò presidente della corte distrettuale di Velvary, una cittadina nei pressi di Praga.
Il suo miglior risultato è stato il sesto posto, alla pari con Aaron Nimzovitsch, nel torneo di Carlsbad nel 1923. Vinse la partita contro Aleksandr Alechin, vincitore del torneo e futuro campione del mondo.
Partecipò con la Cecoslovacchia a tre olimpiadi degli scacchi: Amburgo 1930, Folkestone 1933 e Varsavia 1935, ottenendo complessivamente l'80% dei punti. Vinse il bronzo di squadra alle olimpiadi di Folkestone 1933.
Altri risultati di rilievo:
- 1905:   3º-4º a Praga nel primo campionato della Cecoslovacchia (vinse Oldřich Duras);
- 1907:   2º-4º nel torneo di Brno;
- 1908:   1º a Praga (torneo B);
- 1909:   2º dietro a Duras nel campionato della Cecoslovacchia;
- 1921:   1º-3º con Karel Hromádka e Ladislav Prokeš a Brno nel campionato della Cecoslovacchia;
- 1925:   11º-12º con Richard Réti (su 21 giocatori) nel torneo di Baden-Baden (vinto da Alechin)

Treybal morì durante l'occupazione nazista della Cecoslovacchia. Il 30 maggio 1941 fu arrestato e imprigionato con l'accusa di aver nascosto armi per conto del movimento di resistenza di Praga. Non è noto se l'accusa fosse fondata, ma fu condannato a morte e giustiziato il 2 ottobre dello stesso anno.
Nel 1945 la rivista di scacchi cecoslovacca Šach pubblicò un articolo in cui si sostiene che Treybal fu condannato a morte senza processo e che non si occupò mai di politica. Nel 1946 Ladislav Prokeš scrisse una monografia su di lui.